# Honest (The Chainsmokers)
Honest is een nummer van het Amerikaanse dj-duo The Chainsmokers uit 2017. Het is de derde en laatste single van hun debuutalbum Memories...Do Not Open.
In de intro van het nummer is Bono van U2 pratend te horen. Het nummer werd in een paar landen een klein hitje, maar overtrof nergens het succes van de voorganger Something Just Like This. "Honest" was met een 77e positie niet heel succesvol in de Amerikaanse Billboard Hot 100. In Nederland werd de 22e positie in de Tipparade gehaald, terwijl het nummer in Vlaanderen de 3e positie in de Tipparade haalde.